# Arundinella ciliata
Arundinella ciliata là một loài thực vật có hoa trong họ Hòa thảo. Loài này được (Roxb.) Nees ex Miq. mô tả khoa học đầu tiên năm 1851.